# Wiesław Hartman
Wiesław Hartman (ur. 23 października 1950 w Kwidzynie, zm. 24 listopada 2021 tamże) – polski jeździec sportowy. Srebrny medalista olimpijski z Moskwy.
Startował w skokach przez przeszkody. Bronił barw Nadwiślanina Kwidzyn (1970–1986), a wcześniej także Legii Warszawa. W 1976, 1978 i 1980 był wicemistrzem Polski. W Moskwie jego partnerami w drużynie byli: Janusz Bobik, Jan Kowalczyk i Marian Kozicki. Zespołowo zdobyte srebro olimpijskie jest największym sukcesem w jego karierze. Był także szósty w olimpijskim konkursie indywidualnym. Po zakończeniu kariery pracował jako trener jeździectwa.
26 listopada 2021 został pochowany na Cmentarzu Komunalnym w Kwidzynie (kwatera P1-21-2).

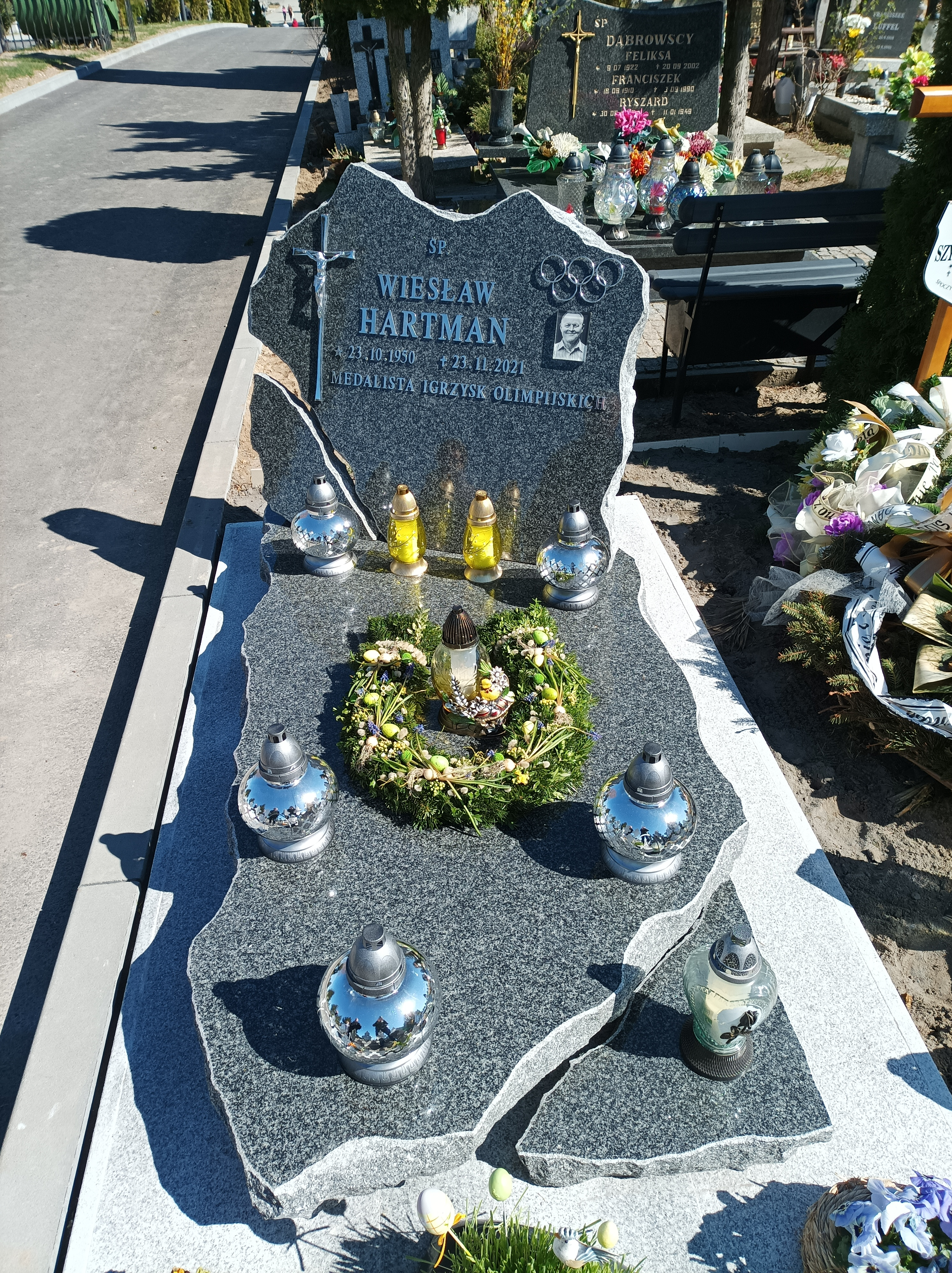
Grób Wiesława Hartmana w Kwidzynie